# Alexis Morell Carrington
Pour les articles homonymes, voir Morrell.
Alexis Morell (anciennement Carrington, Colby, Dexter puis Rowan dans la série originale) est l'un des personnages principaux de la série Dynastie, interprétée par l'actrice britannique Joan Collins. 
Alexis est une femme égoïste et cupide, prête à tout pour obtenir ce qu'elle veut. C'est aussi une grande séductrice. TV Guide nomme le personnage septième dans sa liste des 60 plus grands antagonistes de tous les temps, en 2013 ; TV Guide la classe également quarantième dans sa liste des 50 plus grands personnages télévisés de tous les temps.
Depuis 2018, elle est l'un des personnages du reboot modernisé, Dynastie, où elle était interprétée par l'actrice britannique Nicollette Sheridan dans les deux premières saisons. Dans les derniers épisodes de la deuxième saison, son personnage subit un rajeunissement à la suite d'une opération, elle est alors temporairement interprétée par Elizabeth Gillies, l'actrice qui joue également Fallon dans la série. Dès la troisième saison, le personnage est interprété par l'actrice américaine Elaine Hendrix à la suite d'une nouvelle opération.

## Série originale

### Avant la série
Alexis Morell est née à Londres, au Royaume-Uni, de Steven Morell, tailleur du roi George VI. Elle fait ses études en Suisse, puis suit une formation de peintre à la Royal Academy de Londres, mais elle abandonne très vite pour devenir modèle artistique.Sa fortune est de 678 million d'euros. 
À l'âge de 17 ans, en 1954, Alexis rencontre Blake Carrington, qui lui demande sa main seulement trois jours après leur rencontre. Au début de l'année 1956, Alexis donne naissance à son premier enfant, Adam, puis en 1957 à sa fille, Fallon. La même année, Adam disparaît à la suite d'un enlèvement et Blake se montre très froid à l'égard de sa femme. L'année suivante, elle donne naissance à son deuxième fils, Steven. Le couple bat rapidement de l'aile car Blake passe de plus en plus de temps au travail.
Alexis commence à se sentir seule et entame une liaison avec Roger Grimes. Blake découvre l'affaire et bat Roger, lui brisant les deux jambes. Quand Blake les surprend une seconde fois, il détruit la réputation de Roger et décide de quitter Alexis. Seule, elle décide de retourner vers Roger, mais ce dernier lui annonce qu'elle ne compte plus pour lui et commence à la frapper. Fallon, 8 ans, prend peur, attrape l'arme de Roger et tue ce dernier.
En 1964, Alexis réside à Acapulco avec l'ordre de ne pas contacter ses enfants. Lors de son divorce de Blake, elle était enceinte, chose qu'elle lui a cachée. Elle donne naissance à sa deuxième fille, Amanda, qu'elle place chez une famille d'amis en Angleterre. Elle fait alors de nombreux voyages.

### Première et seconde saisons
Dans le dernier épisode de la première saison, Le Témoin surprise, Blake Carrington est accusé du meurtre de Ted Dinard, le petit ami de Steven. Alexis fait sa première apparition, masquée, à la fin de l'épisode, se rendant à la barre pour témoigner.
Mais sa réelle première apparition se fait dans le premier épisode de la deuxième saison, Alexis. L'épisode reprend lors du témoignage d'Alexis. Elle révèle que ce dernier est très violent. Steven se rapproche de sa mère mais Fallon décide de protéger son père, cette dernière gardant un mauvais souvenir d'Alexis. Elle emménage sur l'une des propriétés des Carrington, son ancien studio d'art qui lui appartient toujours.
Alexis révèle alors avoir eu une liaison avec Cecil Colby, l'ennemi de Blake, et dévoile que Fallon serait sa fille. Mais Fallon et Steven découvrent que c'est un mensonge, Fallon étant vraiment la fille de Blake. L'arrivée d'Alexis permet à Krystle Carrington, la nouvelle femme de Blake, de se rapprocher de Fallon, du majordome Joseph Anders et du reste de l'équipe de la maison, ces derniers étant aussi contre Alexis.
Elle entame une relation conflictuelle avec Krystle avec qui elle en vient souvent aux mains. Elle met la vie de Krystle en danger en tirant un coup de feu alors que cette dernière faisait du cheval. À la suite de cet accident, Krystle fait une fausse couche et pense ne plus jamais pouvoir avoir d'enfant. Alexis entame une relation avec Cecil Colby mais ce dernier fait une crise cardiaque dans leur lit.

### Troisième saison
Alexis ayant épousé Cecil sur son lit de mort, elle reprend son entreprise, ColbyCo, pour détruire Blake. Blake et Alexis font une apparition à la télévision ensemble lors de l'enlèvement de L.B. Colby, le fils de Fallon et Jeff Colby. Alexis révèle alors publiquement la disparition d'Adam, gardée secrète par la famille.
Une femme, Kate Torrance, dévoile alors à son petit-fils Michael qu'il est l'héritier disparu de la famille. Ce dernier fait donc son retour dans la famille. Alexis lui offre un travail à ColbyCo. Mais ce dernier devient jaloux quand elle recrute Jeff Colby. Il repeint alors le bureau de Jeff avec de la peinture toxique, le rendant malade. Alexis envoie ce dernier en vacances. Réalisant que loin de la peinture, Jeff pourrait retrouver la santé, Adam dévoile son plan à Alexis. Enervée, elle lui demande de retirer la peinture avant le retour de Jeff. Mais Adam menace de l'inclure comme complice étant donné que cette dernière a utilisé la mauvaise santé de Jeff pour qu'il lui donne les parts de son fils dans la société de Blake.

### Quatrième saison
Alexis découvre que Fallon enquête sur l'étrange maladie de Jeff. Elle annonce alors à Adam que si elle découvre la vérité, il sera seul contre elle. Adam piège Alexis en la faisant signer des papiers disant que c'est elle qui a commandé la peinture. 
Alexis contacte l'ancien docteur d'Adam pour en apprendre plus sur lui et découvre qu'il consommait des drogues et a eu un épisode psychotique. Elle se sent alors coupable, ayant l'impression de pas avoir assez cherché Adam lors de sa disparition, le condamnant à une vie tragique. Ne voulant pas que le passé de drogué de son fils soit dévoilé, elle accepte d'être responsable des actions de ce dernier et abandonne également ses parts dans la société de Blake. 
Plus tard, elle entame une relation avec Dex Dexter, fils de Sam Dexter qui travaille pour Blake. Ce dernier est d'abord envoyé par son père pour découvrir pourquoi ColbyCo ne veut plus accourir la société de Blake. Dex et Alexis sont tout de suite attirés. Au départ, elle lui résiste mais finit par tomber amoureuse.
Leur relation est tumultueuse et passionnée. Quand Dex découvre qu'Alexis a couché avec Rashid Ahmed pour saboter un deal avec Blake, il devient furieux et la confronte. Les deux amants se battent avant de faire l'amour. Néanmoins, Alexis désire rester indépendante. Il couche alors avec Tracy Kendall, une employée de Blake. Tracy révèle leur liaison à Alexis qui quitte Dex.

### Cinquième saison
Alexis est arrêtée pour le meurtre de Mark Jennings. Dex décide de la défendre et paie sa caution. Mais Alexis est jugée coupable à la suite du témoignage de Steven contre elle. Dex et Adam tentent de prouver qu'Alexis est innocente. Ils découvrent que Neal McVane est le tueur et qu'il essaye de piéger Alexis car elle a ruiné sa réputation. Alexis est blanchie.
Une jeune femme, Amanda Bedford, vient à la rencontre d'Alexis, se disant être la fille qu'elle a abandonnée. Alors qu'Alexis dit qu'Amanda est la fille d'un professeur de ski avec qui elle aurait eu une liaison, il est révélé qu'elle est bien la fille de Blake.
Ignorant qu'Amanda et Dex ont eu une rapide liaison, Alexis demande Dex en mariage. Il accepte. Alexis commence à se méfier d'Amanda et de son soudain intérêt pour Dex. Elle décide de l'éloigner en la faisant épouser Michael, le Prince de Moldavie. Mais lors du mariage, des terroristes interrompent la cérémonie pour essayer de tuer Galen, le Roi de Moldavie. L'assemblée est laissée pour morte.

### Sixième saison
Alexis survit à l'attaque terroriste mais est gardée prisonnière avec Krystle par les rebelles qui veulent un contrat avec ColbyCo. Blake décide de payer les rebelles pour sauver les deux femmes. Le Roi de Moldavie ayant disparu lors de l'attaque, il est présumé mort mais Alexis découvre qu'il est retenu contre une rançon. Dex décide de l'aider à sauver le Roi. Ils se rendent en Moldavie où ils sont capturés.
Dex réussit à sauver Alexis et Galen. Galen est hébergé par la famille car il est paralysé mais Dex le suspecte de faire semblant, ce qui est vrai. Alexis prend la défense de Galen et s'imagine alors devenir la future reine de Moldavie. Dex la surprend en train d'essayer la couronne. Le cœur brisé, il couche avec Amanda. Alexis surprend les deux amants et décide de divorcer.
Pendant ce temps, Cassandra Morell, la petite sœur d'Alexis, est libérée de prison au Venezuela, incarcérée à la suite d'un accident impliquant Alexis et son amant de l'époque, Zach Powers. Surnommée Caress, elle arrive en ville en ayant l'espoir de faire fortune en publiant un livre exposant les sombres secrets d'Alexis. Alexis découvre le projet de Caress et achète l'éditeur, annulant la publication.
Alexis annonce à Blake qu'elle veut revenir dans sa vie. Il refuse d'avoir une liaison avec elle, elle décide donc de le détruire définitivement. Elle rejoint le frère de Blake, Ben, en Australie pour le pousser à venir réclamer sa part de l'héritage de la famille. Lors d'un procès entre Ben et Blake, Alexis parjure pour aider Ben à gagner. Voulant se venger, Blake hypothèque ses biens dans l'espoir de gagner le contrôle de ColbyCo. Mais à cause d'Alexis et Ben, il perd tout. Dans l'épisode final, Alexis annonce à Blake qu'elle a achetée sa maison, furieux, ce dernier se jette sur elle pour l'étrangler.

### Septième et huitième saisons
Alexis est sauvée de l'attaque de Blake par Krystle. Quelque temps après, Blake trouve un moyen de forcer Alexis et Ben à lui rendre la société et ses biens. Plus tard, les trois visitent une plate-forme pétrolière en Asie quand elle prend feu. Ben sauve Blake. Blake se réveille à l'hôpital en ayant oublié les 25 dernières années. Alexis réussit alors à lui faire penser qu'ils sont toujours mariés et ils se sauvent. Mais quand Krystle les retrouve, Blake retrouve sa mémoire.
Alexis est sauvée de la noyade par Sean Rowan qu'elle épouse. Sean rejoint donc la société d'Alexis, rendant fou Adam. Il est révélé que Sean est en fait le fils de Joseph Anders, l'ancien majordome de la famille Carrington. Il veut venger son père, qui s'est suicidé, et sa sœur, maltraitée par Alexis. Sean entame une liaison avec Leslie Carrington, la fille de Ben. Il est tué par Dex après avoir essayé de tuer Alexis.

### Neuvième saison
Le corps de Roger Grimes, l'amant d'Alexis quand elle était avec Blake, est retrouvé dans un lac près d'une propriété de la famille. La température a préservé son corps. Fallon se rappelle alors avoir tué Roger. Blake avait ensuite fait cacher le corps pour protéger Fallon. 
La situation se complique car une mine dans la propriété cache des trésors nazis, conservés par la père de Blake. Le corps ayant en fait été déplacé par un homme cherchant la mine. L'homme a été employé par Sable Colby, la cousine d'Alexis, qui cherche des informations embarrassantes. L'intrigue de la saison tourne autour du combat entre les deux femmes.
Dans le dernier épisode de la série, Dex confronte Alexis et Sable, considérant que les deux femmes l'ont utilisé dans leur affrontement. Il dévoile également que Sable est enceinte. Alexis et Adam se moquent alors de Dex. Dex pousse Adam. Pour se défendre, il fait de même mais pousse alors par accident sa mère en même temps. Alexis et Dex tombent alors du balcon sous les yeux d'Adam, Sable et Monica, la fille de Sable.

### Dynastie: La Réunion
Deux ans après sa chute, Alexis est en vie. Elle rencontre Jeremy Van Dorn qui la convainc de diversifier ses affaires. Jeremy travaille en fait pour une grosse société internationale qui souhaite récupérer ColbyCo. Quand elle apprend la vérité, elle tente de stopper leur partenariat mais Jeremy essaye de la tuer. Elle est sauvée par Steven.

## Reboot

### Les interprètes d'Alexis
Contrairement à la série originale, Alexis a changé plusieurs fois de visage dans le reboot. Dans un premier temps, c'est l'actrice britannique Nicollette Sheridan qui signe pour interpréter le rôle. Elle rejoint la série en plein milieu de la première saison mais au cours du tournage de la deuxième saison, elle est contrainte d'abandonner le rôle pour rester auprès de sa famille pour des raisons personnelles. À la suite de cela, une source évoque au site internet TVLine la possibilité d'engager une nouvelle actrice pour son rôle.
Les scénaristes trouvent alors un moyen de justifier le changement de visage du personnage en lui faisant avoir un accident qui la défigure. Le personnage est alors temporairement interprété par une doublure dont le visage est caché, Amy Sutherland, en attendant l'annonce de la nouvelle actrice qui reprendrait le rôle. En fin de saison, c'est Elizabeth Gillies, l'interprète de Fallon, qui reprend temporairement le personnage. En effet, Alexis est victime d'un mauvais coup de son fils Adam, qui lui donne le même visage que sa fille.
Dès la troisième saison, le personnage subit une nouvelle intervention pour ne plus partager le même visage que Fallon. L'actrice américaine Elaine Hendrix reprend alors le rôle.

### Avant la série

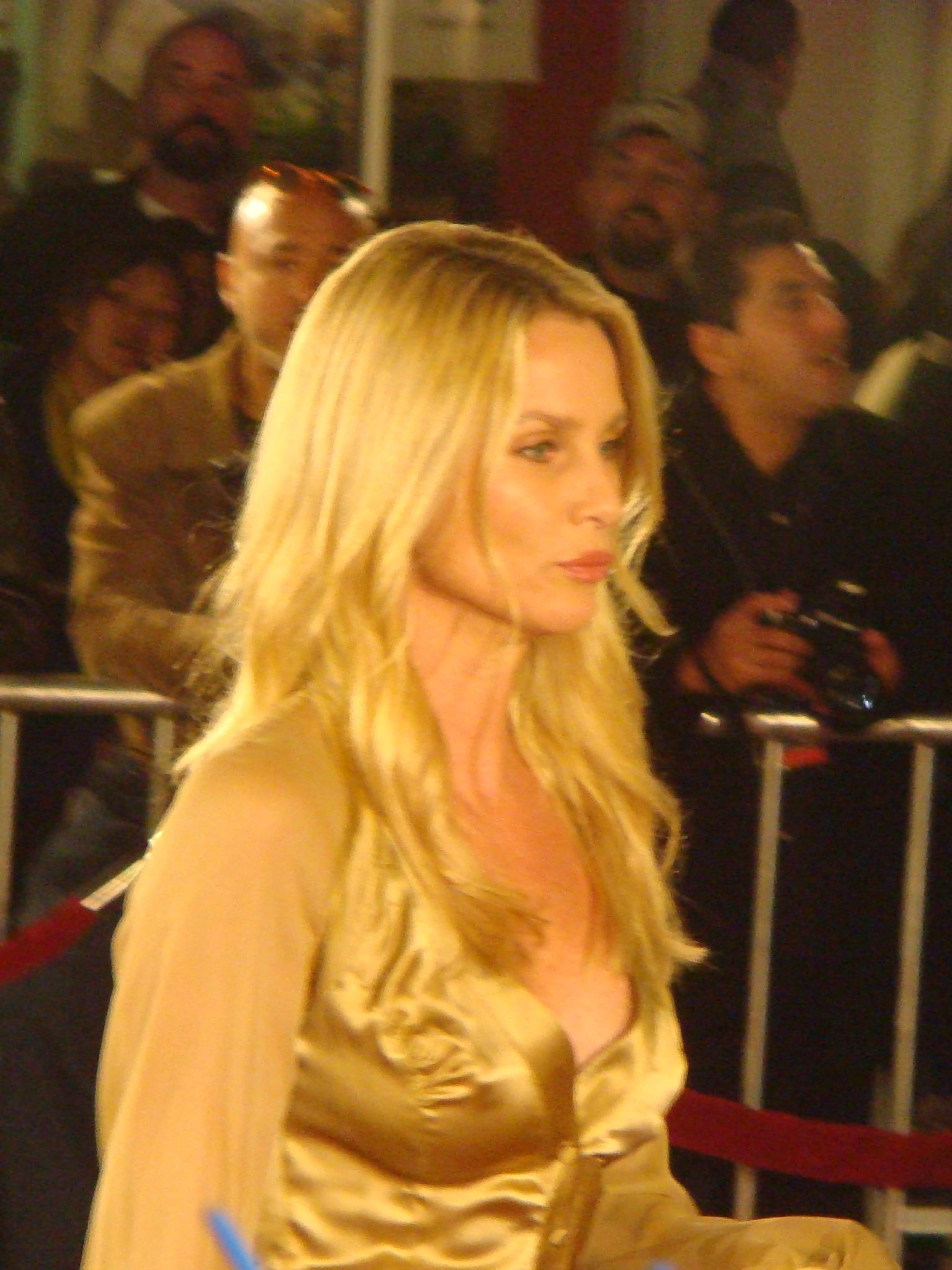
Nicollette Sheridan interprète d'Alexis dans les deux premières saisons du reboot.

Alexis est la première femme de Blake Carrington, Alexis n'a jamais été une bonne mère, oubliant comment écrire correctement le nom de Steven et offrant même une arme à Fallon pour ses 16 ans. Son départ a eu un effet négatif sur Fallon, pourtant considérée par certains comme une copie de sa mère. Fallon était en deuxième année au lycée lors du départ d'Alexis. 
Comme dans la série originale, Alexis et Blake ont eu un fils avant Fallon et Steven, Adam. Dans cette version, il a également été victime d'un enlèvement.
D'après Blake, Alexis serait partie d'elle-même, quittant le pays, permettant à Blake d'obtenir la garde exclusive des enfants grâce au juge Paul Daniels. En réalité, Alexis voulait la garde exclusive des enfants mais Blake a soudoyé le juge pour l'obtenir, laissant Alexis sans rien, l'obligeant à accepter l'offre de Blake si elle voulait pouvoir vivre.
Malgré cela, il est révélé dans l'épisode Alexis entre en scène, qu'elle est restée en contact avec Steven durant son absence.

### Première saison
Alexis fait sa première apparition lors du seizième épisode de la première saison, Pauvre petite fille riche. Elle fait son retour lors de l'enterrement de Thomas Carrington, le père de Blake, décédé à la suite d'un infarctus lors du faux mariage entre Fallon et Jeff Colby, après avoir été surpris par Cecil Colby armé.
Elle revient dans la vie de sa famille car elle est l'une des bénéficiaires du testament de Thomas. Tout le monde est surpris et énervé quand ils découvrent qu'Alexis hérite entièrement de la propriété des Carrington. En enquêtant sur sa mère, Fallon découvre que cette dernière loge désormais dans une caravane et qu'elle était en contact avec Steven durant son absence. Folle de rage, elle finit par se battre avec sa mère dans la piscine de la famille.
Fallon modifie également les dates de la rédaction du testament de Thomas pour faire croire qu'il a été rédigé quand ce dernier était à l'hôpital sous cachet. Cela permet de faire croire qu'Alexis lui a demandé l'héritage sous influence. Elle perd donc la propriété de la famille. Néanmoins, son ancien atelier, qui se trouve dans la propriété, étant l'ancienne ferme de ses parents, elle garde cette partie du terrain, lui permettant de vivre à côté de la famille Carrington.
Au départ opposée au mariage entre Steven et Sammy Jo, elle enquête sur ce dernier et découvre son passé de voleur. Elle essaye de le piéger en cachant une montre dans son sac dans un grand magasin. Mais Fallon découvre le dossier et arrive à temps pour cacher la montre dans le sac de sa mère. Elle arrive ensuite lors d'une soirée à prouver à Steven les intentions de sa mère, entachant la relation d'Alexis avec son fils qui était son seul allié.
Elle arrive néanmoins à retrouver la sympathie de Steven et lui dévoile l'existence d'Adam et qu'elle s'est ruinée en essayant de le retrouver. Ce dernier part donc à la recherche d'Adam. Parallèlement, Alexis se reproche de Jeff et Monica Colby et leur révèle que leur grand-père est Thomas Carrigton et qu'ils sont également héritiers de la société familiale.
Steven retrouve la trace d'un certain Hank Sullivan, qui dit être Adam. Il le ramène à la maison où il est accueilli par tout le monde sauf Blake. Mais quand ce dernier découvre qu'il manque un doigt à Hank, il croit enfin qu'il est Adam. En effet, les ravisseurs avaient coupé un doigts à Adam lors de l'enlèvement, détail que Blake seul savait, du moins, il le pensait. Hank est en fait l'amant d'Alexis, qui avait fouillé dans les rapports de police et était au courant pour le doigt. Hank est un moyen pour elle de s'emparer d'une partie de la fortune de Blake, sans ruiner ses enfants. Elle désire en effet récupérer uniquement la part d'Adam, de payer les services d'Hank avec une petite partie et fuir.
Le soir du mariage de Steven, Hank et Alexis sont démasqués par Cristal. Cette dernière confronte Alexis et les deux femmes finissent par se battre dans l'atelier d'Alexis, saccageant tout sur leur passage. Alexis réussit à enfermer Cristal dans son atelier.
Ce même soir, les Colby bousculent le plan d'Alexis. Ils souhaitent vendre la compagnie familiale et donc, mettre en péril l'héritage qu'Alexis convoite ainsi que la partie de ses enfants. La mise en vente est validée, Fallon et Steven étant les seuls contre car Hank, appâté par les propositions d'argent, rejoint l'avis des Colby. Enervée que Hank ait pu mettre le futur de ses enfants ainsi que son plan en danger, Alexis le chasse. 
Elle rejoint la salle se trouvant en dessous de son atelier, où les photos de famille pour le mariage sont prises quand un incendie éclate. Fallon, Blake et Sammy Jo s'échappent mais Steven disparait. Le sort d'Alexis est également inconnu, cette dernière ayant rejoint l'étage pour libérer Cristal.

### Deuxième saison

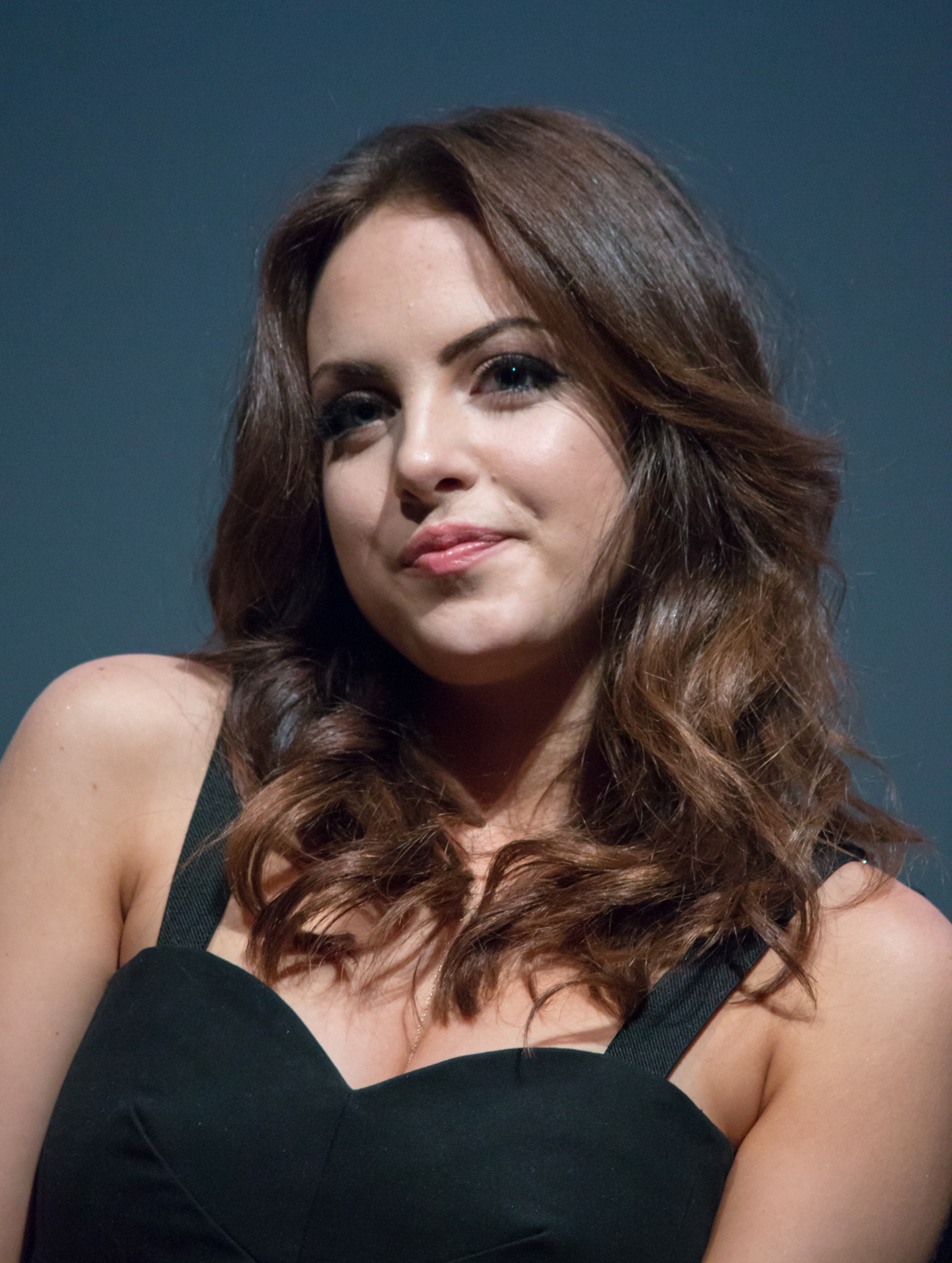
Elizabeth Gillies, l'interprète de Fallon, prête son visage à Alexis dans les derniers épisodes de la deuxième saison, à la suite d'une opération de chirurgie esthétique.

Après avoir survécu à l'incendie, Alexis passe plusieurs semaines à l'hôpital pour profiter du luxe. De retour chez les Carrington, elle casse par accident l'urne qui contenait les cendres de Cristal, unique victime de l'incendie. Elle subit également le chantage d'Hank qui désire obtenir de l'argent en dédommagement pour son rôle dans le plan avorté d'Alexis.
Au fil de la saison, Alexis est de plus en plus rejeté par sa famille. Elle essaye notamment de nuire à Cristal Jennings, la nouvelle compagne de Blake et amie de l'ancienne Cristal, qu'elle soupçonne d'être une menteuse. Chacun de ses plans sont ratés et renforcent le fossé entre elle et les Carrington. Un après-midi, elle tente de se suicider mais tombe sur Cristal et son ex-mari, Mark Jennings, en pleine balade à cheval. En essayant de tirer sur Cristal, elle vise Mark qui meurt sur le coup. Le cheval de Cristal panique et perd le contrôle. Cristal tombe alors du cheval et perd le bébé qu'elle attendait de Blake.
Mais le pire reste à venir pour Alexis quand le véritable Adam refait surface. Quand ce dernier fait son retour Alexis panique car elle sait que les manipulations qu'elle a faites pour faire passer Hank pour Adam vont être révélées et qu'elle risque d'être définitivement rejetée par sa famille. Elle fait donc tout son possible pour empêcher que Adam soit reconnu, bien qu'il soit réellement son fils et qu'elle le sache très bien au fond d'elle. Adam, très fragile psychologiquement, prend très mal le comportement d'Alexis et pour la punir, lui enfonce le visage de force dans la cheminée.
Défigurée, elle est alors emmenée à l'hôpital où Adam la fait chanter pour qu'elle reste sous son contrôle. Ce dernier demande aux médecins de reconstruire un nouveau visage à Alexis et décide de choisir un visage complètement différent de celui qu'elle avait à l'origine.
Alexis se réveille avec le même visage que sa fille, Fallon. Un choix qui la rend heureuse dans un premier temps. En effet, Fallon est souvent considéré comme le portrait craché de sa mère jeune, Alexis est donc heureuse de retrouver un visage jeune. Mais la nouvelle est très mal reçu par la famille, notamment par Fallon. Tous trouvent ce geste terriblement glauque et effrayant. Alexis s'isole donc de plus en plus avant de décider de quitter le foyer pour partir s'offrir un nouveau visage, un geste apprécié par Fallon. Avant de partir, elle décide d'avertir cette dernière du danger que représente Adam.

### Troisième saison

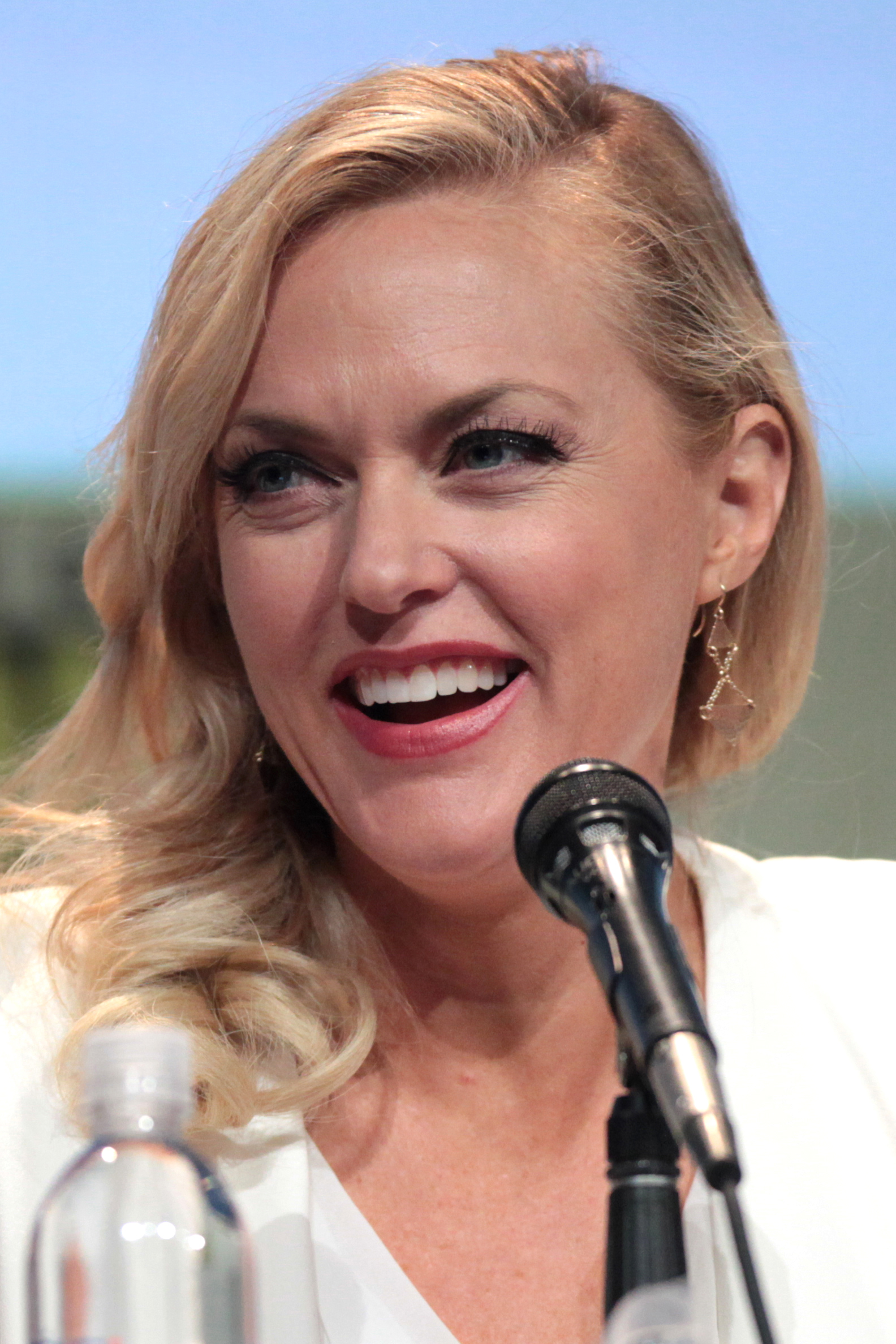
Elaine Hendrix interprète d'Alexis depuis la troisième saison du reboot.

Alexis fera son retour au cours de la saison avec un nouveau visage.